# أمير الدندل
أمير الدندل (مواليد 1980 - محافظة دير الزور، سوريا). يُلقب أمير المشرف الدندل، وهو أحد ابناء قبيلة العقيدات في شرق سوريا. منذ اندلاع الانتفاضة الشعبية السورية في 2011، عُرف أمير الدندل دوليا بسبب نشاطه السياسي والمدني.
الدندل هو حفيد الشيخ مشرف الدندل الذي قاد تمردًا قبليًا ضد القوات البريطانية على ضفاف نهر الفرات الأوسط في عام 1919. كما عمل عمه مشرف الدندل كسياسي مستقل، وتم انتخابه لعضوية البرلمان السوري عام 1961.
عمله ونشاطه:
تقطن عائلة الدندل منطقة البو كمال، وتمتعت بعلاقات وثيقة مع العديد من الحكومات السورية، بما في ذلك علاقات قوية مع النظام في فترة حكم حافظ الأسد. كان أمير الدندل من بين أول زعماء القبائل الذين أعربوا علناً عن استيائهم من الطريقة استجابة حكومة بشار الأسد مع الانتفاضة الشعبية التي أدت إلى الحرب الأهلية السورية. وشارك أمير الدندل مع شيوخ آخرين في رعاية إعلان يطالب بـ «الكرامة والحرية» لكل لسوريين.
وبعد اندلاع الأزمة السورية في 2011، شارك الدندل في العديد من مؤتمرات واجتماعات المعارضة خارج البلاد، مثل مؤتمر المعارضة في أنطاليا، الذي سُمي أيضا بمؤتمرالتغيير في سوريا، وعُقد في الفترة ما بين 31 مايو/أيار حتى 3 يونيو/حزيران 2011. وعندما توسع تنظيم داعش في سيطرته على الأراضي بداخل سوريا ووصل إلى أراضي العقيدات في شرق سوريا، أصبح الدندل ناشطًا ضد ما يسمى بتنظيم الدولة الإسلامية في العراق والشام ومصدر موثوق لتقديم المعلومات والتحليلات عن الأوضاع في المناطق القبلية لوسائل الإعلام الدولية.
في عام 2018 برز اسمه كأحد مؤسسي مبادرة مدنية مجتمعية تجمع شخصيات بارزة من مختلف مكونات الشعب السوري من السنة والعلويين. وصرحت المبادرة أنه بعد عدة جولات سرية من المفاوضات بين الكثير من الشخصيات السورية البارزة قد اعتمدوا وثيقة سُميت «مدونة قواعد السلوك للتعايش السوري.» وتهدف الوثيقة إلى وضع مبادئ عقد اجتماعي جديد لسوريا. وفقًا لتقرير بي بي سي الصادر في يناير 2020، شارك الدندل، في إطار هذه المبادرة، في صياغة بيان واصداره، ويرفض البيان فكرة الانتقام والمحاسبات الجماعية بين القبائل والمجتمعات السورية على الجرائم والانتهاكات المرتكبة أثناء الحرب، بل يؤكد البيان على أهمية مبدأ المحاسبة المبنية على أساس تحمل الأشخاص أفعالهم الشخصية. ويُعد الشيخ أمير الدندل أحد متحدثي مجلس المدونة السورية الرسميين حسب بيان منشور من قبل مجلس المدونة السورية.